# 711e compagnie militaire des essences
Le 711e compagnie mixte des essences est une compagnie de l'armée française  chargée d'alimenter en carburant les forces motorisées.